# 래리 레버티

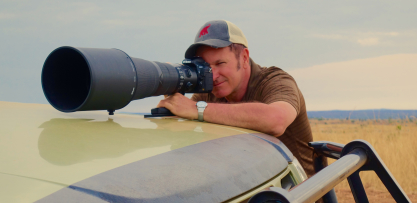

래리 래버티(Larry Laverty, 1959년 6월 30일 ~ )는 미국의 배우이다.
버클리에서 태어났다.

## 영화
- 다크 아일랜드 (2017년) - 레오 패스 역
- 라디오 드림즈 (2016년)
- 더 로컬스 (2012년) - 아벨 역
- 미친가족 (2011년) - 바비 피터슨 역
- 리틀 브루노 (2007년) - 닉 역
- 악마의 협곡 (2007년) - 보안관 역
- 해밀턴 가족 (2006년)
- 이츠 올 인 어 나이츠 워크 (2005년) - 신부 역
- 사랑은 살며시 다가오고 (2003년)
- 엘리펀트 (2003년)
- 마피아 (1998년)
- 데드록 (1988년)